# شیرخان ناشر
شیرمحمدخان خروتی مشهور به شیرخان ناشر متولد ۱۲۵۶ هجری شمسی ‏۱۸۷۷میلادی در ولسوالی قره باغ ولایت غزنی و درسال ۱۳۱۸ هجری شمسی ‏۱۹۳۹ میلادی به عمر ۶۲ سالگی وفات نمود. شیرخان نسبت اینکه ۷۵ ‏کتاب و رسانه را در مورد تاریخ و تعلیم تربیه ترجمه و نگاشته بود امان‌الله شاه تخلص اورا ناشر گذاشت. شیرخان فاتح قطغن زمین (بغلان قندوز تخار و بدخشان) بوده این سرزمین را از دست لشکریان حبیب‌الله کلکانی گرفت. در سال ۱۳۰۹ ‏نایب‌الحکومه سمت قطغن مقرر گردیده برای مدت ۷ سال درین پست ایفای وظیفه نمود. ‏

## زندگی‌نامه
شیر محمد خان خروتی در اصل یکی از رهبران و خان‌ها مشهور قبیله خروت قوم غلجی بود که به شیرخان ناشر معروف بود. پدر او محمد گل خان افغان از خان‌ها غزنی بود. پدر او روشنفکر و توجه خاص به پسرش شیرخان داشته توانست شیرخان را با سواد تربیه کند. شیرخان در سن جوانی از قره باغ غزنی به هند رفت ودر آنجا به تجارت پرداخت وسپس از هند به آسیای مرکزی و روسیه به شغل تجارت پرداخت. او پس از استرداد استقلال افغانستان در سال ۱۲۹۸ ه‍.ش بخش بزرگ از دارایی خودرا به ترجمه انتشار کتابها تخصیص داده بود. ‏اودرسمرقند کتابهای کمیاب دینی و تاریخی را دست یاب و محررین فارسی‌زبان را استخدام نمود تا آنهارا به فارسی برگردانند. وقتی امیرامان الله خان ازاین اقدام او مطلع می‌گردد، او را فرامیخواند و بخاطر چاپ این کتابها به او مدال درجه اول معارف را با لقب «ناشر» اعطا نمود. امان اله خان پس از شکست برای مدت دوشب در قره باغ غزنی مهمان شیرخان بود. شیرخان اصرار کرد تا دوباره می‌خواهد کابل را به‌دست آرد. ‏امان اله خان نپذیرفت شیرخان امان اله خان الی پل اتک بدرقه نمود سپس شیرخان در به دیرهٔ اسماعیل خان می‌رود. ‏
هنگامی که نادرخان با حبیب‌الله کلکانی پسر سقاو می‌جنگید، سپاه شیرخان در شمال کشور لشکر سقاوی را شکست داد از قطغن زمین تا مرزهای تاجیکستان تسلط یافت. همین‌طور بود که نادرخان طی فرمانی در سال ۱۳۰۹ ‏شیرخان را به عنوان والی قطغن و بدخشان منصوب کرد. ‏
باسماچی‌ها متعلق به ابراهیم لقی را که از بچهٔ سقو حمایت می‌کردند سرکوب و مجبور به فرار به آنسوی رود آمو نمود. نادرشاه به منظور استقرار اوضاع فرمان می‌دهد تا شیرخان و افراد او در ولایت کندز مقر دایمی اختیار نمایند. شیرخان درسال ۱۳۰۹ شمسی به صفت والی قندوز مقرر می‌شود. ‏

## کارنامه
در عهد نادرشاه ابتدا به‌حیث ولسوال اورگون و بعد به‌حیث نایب الحکومه قطغن و بدخشان مقرر می‌گردد. او پس از تصفیه باسمه چی‌های بخارائی به آنسوی آمودریا، ‏درقندوز پلان شهری را پیاده می‌کند وبا کشیدن سرکها و تمدید پایه‌های تلفن و شرکت ‏(روغن پنبه دانه) را تأسیس می‌کند. او برای کارگران شرکت خود خانه و کلینیک صحی و مکتب می‌سازد. ‏
شیرخان درسال ۱۹۳۰ زمین‌های قزل قلعه (شیرخان بندر) را برای ساختن یک بندر تجارتی آماده می‌نماید و دفترها گمرک و خانه‌های نشیمن برای کارمندان و مکتب و کلینک صحی اعمار میکند که بعد دولت بنام بندر شیرخان نام گذاری می‌کند.. ‏معروف‌ترین چهره هنری این خانواده فرهاد دریا است که با صدای فرحت بخش و آهنگ‌های دلنواز خود روح انسانها را شاد می‌سازد ‏
سرور ناشر فرزند شیرخان خروتی پس از تأسیس فابریکه روغن سپین زر و فابریکه شکر بغلان ، مردم بغلان و قندوز به کشت پنبه و لبلبو روی آوردند. افراد شیرخان در زمین‌های دلدلزار و باتلاقی قندوز و بغلان با پشتکار و زحمت کشی خود توانستند نیزارها را به زمین‌های آباد و حاصلخیز مبدل کنند و سالانه از زمینهای خود دو بار و سه بار حاصل بردارند.
خانواده شیرخان به ویژه برادرزاده او غلام سرور ناشر نقش عمده ای در ساخت و ساز و آبادانی ولایت کندز داشتند. او نه تنها در ساخت فابریکات قندوز همکاری کرد بلکه او مؤسس بندر تجارتی  شیرخان، موزیم قندوز، سینما قندوز و هوتل سپین زر کندز و کابل می‌باشد. او همچنین برای ساخت مکاتب و شفاخانه‌ها در کندز تلاش‌های زیادی کرد. دولت افغانستان در ازای خدمات شیرخان، مرز بین افغانستان و تاجیکستان را بندر شیرخان نامگذاری کرد. ‏
از این زمان به‌بعد است که ارزش زمین در صفحات شمال شرق به‌خصوص در قندوز و بغلان بخاطر بازدهی محصولاتش بالا رفت. مردم از زمین‌های خود سال چند جاصل می بردارند. ۵۰ فی‌صد گندم ۴۰ فی‌صد خربوزه ۳۰ فی‌صد برنج پنبه ولبلبو افغانستان از ولایت قندوز به‌دست می‌آید. ‏

## زندگی شخصی
شیرخان مشغول کار سرک سازی بود که مریض شد. به دوستان خود گفت مرا به سمرقند یا بخارا ببرید در آنجا دوستان زیاد دارم آنها در شفاعتم کمک می‌کند. ولی دوستان پا فشاری کردند که به کابل برده شود. ناشر به همکاری پسرش غلام محی الدین خان در بیمارستان علی‌آباد(کابل) بستری شد و سپس هاشم خان صدراعظم به عیادتش آمد. شیر خان در کندی کار زیاد از دولت و کارکنان آن به هاشم خان شکایت کرد. همان بود که همان شب به شیرخان زهر تزریق نمودند. قبل از اینکه جان دهد دوستان او روزنامه که در آن وفات ناشر را نوشته بود برای ناشر آوردند پس از دوساعت وفات نمود. هاشم خان کاکا ظاهرخان به خاطر اخفای فکر مردم جنازه اورا با توپ تفنگ عسکری رسماً در قره باغ ولایت غزنی دفن نمود.
شیرخان دوخانم داشت از خانم اولی ۴ اولاد واز خانم دومی ۵ اولاد داشت که مجموعاً ۳ بچه ۶ دختر داشت.